# Sempervivum ingwersenii
Sempervivum ingwersenii és una espècie de planta amb flors de la família de les crassulàcies (Crassulaceae) del gènere Sempervivum.

## Descripció
Sempervivum ingwersenii creix com una roseta amb un diàmetre de fins a 3 cm i produeix estolons llargs i de color vermell marronós. Les fulles són obovades a ovoides, punxegudes i pubescents, tenen una punta curta i punxeguda; són de color verd brillant amb una petita punta de color marró vermellós. La fulla té uns 15 mm de llarg i 7,5 mm d'amplada.
Les tiges florals arriba a una llargada de fins a 11 cm. Té fulles vermelles brillants cap a la punta d'uns 11 mm de llarg i 3 mm d'amplada. Té 13 flors d'un diàmetre d'uns 2 cm. Els seus sèpals són vermellosos, d'uns 6 mm de llarg, es fusionen en una longitud de fins a 3 mm. Els pètals són vermells i tenen vores estretes i més clares. Els estams són de color lila clar, les anteres són de color vermell rosat i l'estil és curt i de color taronja clar.

## Distribució i hàbitat
Sempervivum ingwersenii està molt estès al Caucas a altituds d'uns 2135 metres. L'espècie només se la coneix per la ubicació tipus. És una planta perenne suculenta i creix principalment al bioma temperat.

## Taxonomia
Sempervivum ingwersenii va ser descrita per Royden Samuel Wale i publicat a Quarterly Bulletin of the Alpine Garden Society of Great Britain 10: 90, a l'any 1942.
Etimologia
Sempervivum: nom compost per a dues paraules llatines Semper ("sempre") i vivus ("vivent"). Són Sempervivum a causa de ser plantes perennes que mantenen les fulles a l'hivern, i ser força resistents a condicions dificultoses de creixement.
ingwersenii: epítet en honor al col·leccionista de plantes del Caucas Walter Edward Theodore Zwillingsen (1885–1960).